# Velódromo Luis Carlos Galán Sarmiento
El Velódromo Luis Carlos Galán Sarmiento es un recinto deportivo multipropósito en la ciudad de Bogotá, la capital del país suramericano de Colombia, fue inaugurado en 1995 y en ese mismo año fue sede del Campeonato Mundial de Ciclismo de pista de la UCI. La pista es de 333 metros (364 yardas) de largo y está hecha de hormigón. 
Recibe su nombre en honor de Luis Carlos Galán Sarmiento un político colombiano. Tiene capacidad para recibir a unos 2000 espectadores sentados.